# ユ・ヒョンジュ
ユ・ヒョンジュ（韓国語：유현주、漢字：柳賢朱、英語：Yoo Hyun-Ju、1994年2月28日 - ）は、大韓民国出身の女子プロゴルファーである。所属はGOLDEN BLUE。

## 来歴
11歳でゴルフをはじめ、2011年に韓国女子プロゴルフ協会（KLPGA）入会。
2018年に日本女子プロゴルフ協会（JLPGA）ファイナルクォリファイングトーナメントに進出し59位。
2019年に「ヤマハレディースオープン葛城」に主催者推薦で出場し、日本デビューを果たす。（予選落ち）

## 人物
韓国での愛称は「フィールド上のモデル」。高校卒業後はゴルファーに専念していたが、2018年に韓国の明知大学に入学した。
マスコミからは「セクシークイーン」や「ビジュアルクイーン」と呼ばれる。